# Jiancaoping
Jiancaoping (chinesisch 尖草坪区, Pinyin Jiāncǎopíng Qū) ist ein chinesischer Stadtbezirk, der zum Verwaltungsgebiet der bezirksfreien Stadt Taiyuan, der Hauptstadt der Provinz Shanxi, gehört. Er hat eine Fläche von 296,3 km² und zählt 530.499 Einwohner (Stand: Zensus 2020).

## Administrative Gliederung
Auf Gemeindeebene setzt sich der Stadtbezirk aus neun Straßenvierteln, zwei Großgemeinden und drei Gemeinden zusammen. Diese sind:
- Straßenviertel Jiancaoping 尖草坪街道
- Straßenviertel Guangshe 光社街道
- Straßenviertel Shanglan 上兰街道
- Straßenviertel Nanzhai 南寨街道
- Straßenviertel Yingxin 迎新街街道
- Straßenviertel Gucheng 古城街道
- Straßenviertel Huifeng 汇丰街道
- Straßenviertel Chaicun 柴村街道
- Straßenviertel Xincheng 新城街道

- Großgemeinde Xiangyang 向阳镇
- Großgemeinde Yangqu 阳曲镇

- Gemeinde Matoushui 马头水乡
- Gemeinde Baiban 柏板乡
- Gemeinde Xiyan 西墕乡